# メタレネストリル
メタレネストリル（英：Methallenestril（INN））（商品名Cur-men、Ercostrol、Geklimon、Novestrine、Vallestril）は、methallenoestril （BAN）、methallenestrol、Horeau's acidとしても知られている、合成非ステロイド性エストロゲンであり、アレノール酸とallenestrolの誘導体（具体的にはそのメチルエーテル）で、以前は月経異常の治療に使用されていたが、現在は販売されていない 。Bisdehydrodoisynolic acidのseco-analogueであり、メタレネストリルはラットでは強力なエストロゲン作用を示すが、ヒトではそれに比べて弱い作用しか示さない。Vallestrilは、1950年代にサールが発売したメタレネストリルのブランドである。メタレネストリルは経口投与される[1]。経口投与では、メタレネストリル25mgは、ジエチルスチルベストロール1mg、ジエネストロール4mg、ヘキセストロール20mg、エストロン25mg、結合型エストロゲン2.5mg、エチニルエストラジオール0.05mgにほぼ相当する。